# Brewster (Massachusetts)
Brewster é uma vila localizada no condado de Barnstable, no estado estadounidense de Massachusetts. No Censo de 2010, tinha uma população de 9.820 habitantes e uma densidade populacional de 149,01 pessoas por km².

## Geografia
Brewster encontra-se localizado nas coordenadas 41° 44′ 49″ N, 70° 04′ 08″ O. Segundo a Departamento do Censo dos Estados Unidos, Brewster tem uma superfície total de 65.9 km², da qual 59.27 km² correspondem a terra firme e (10.07%) 6.63 km² é água.

## Demografia
Segundo o censo de 2010, tinha 9.820 pessoas residindo em Brewster. A densidade populacional era de 149,01 hab./km². Dos 9.820 habitantes, Brewster estava composto pelo 96,7% brancos, o 0,72% eram afroamericanos, o 0,15% eram amerindios, o 0,9% eram asiáticos, o 0,02% eram insulares do Pacífico, o 0,51% eram de outras raças e o 1% pertenciam a duas ou mais raças. Do total da população o 1,69% eram hispanos ou latinos de qualquer raça.